# شهيد مالك
شهيد رفيق مالك (بالإنجليزية: Shahid Malik) (ولد في 24 نوفمبر عام 1967) هو سياسي من حزب العمل البريطاني، ورئيس في قطاع التكنولوجيا والإعلام والاتصالات، وأستاذ زائر ورئيس ومستشار لعدد من المنظمات غير الربحية.
بدأ حياته المهنية البرلمانية عندما أصبح عضوًا في البرلمان عن دائرة ديوسبري الانتخابية في عام 2005. حصل الحزب الوطني البريطاني على أكبر عدد من الأصوات في البلاد في دائرة دوسبري، متلقيًا ما يزيد عن 5000 صوت.
في عام 2007 أصبح أول وزير مسلم في بريطانيا يشغل منصب وزير التنمية الدولية، ثم شغل منصب وزير العدل، ووزير الداخلية، وفي آخر دوره الوزاري في وزارة المجتمعات المحلية والحكومة المحلية، تولى قيادة جهود حكومة المملكة المتحدة في مكافحة التطرف، والإشراف على التماسك العرقي والإيماني والمجتمعي، وتطوير بوابة التايمس (أكبر منطقة تنمية في أوروبا) وإدارة خدمات الإطفاء والإنقاذ للمجتمعات المحلية والحكومة المحلية. فقد مقعده في مجلس العموم أمام سيمون ريفل في الانتخابات العامة لعام 2010 بعد تغييرات في الحدود بلغت 60%.

## بداية حياته
ولد مالك في بورنلي، لانكشير، عام 1967. كان والده رافيك مالك عضوًا في مجلس المقاطعة بين عامي 1976 و2006 وعمدة مدينة بورنلي، حيث هاجر من باكستان في الستينيات. كانت والدته تعمل قاضية صلح. درس في مدرسة باردن الثانوية، وفي مركز بورنلي السادس قبل دخوله دراسات الأعمال في جامعة لندن ساوث بانك، كلية الفنون التطبيقية، ثم درس لاحقًا في جامعة دورهام. مالك واحد بين سبعة أشقاء.

## مسيرته المهنية قبل دخوله البرلمان
قبل خوضه في البرلمان كانت مجالات عمله الرئيسية الثلاثة تكمن في مجال التجدد والتنمية في المناطق الحضرية؛ والقطاع التطوعي والمجتمعي؛ وقطاع مكافحة الفقر والتعليم وحقوق الإنسان والمساواة على الصعيدين المحلي والدولي.
في مجال التجدد المحلي/الإقليمي بعد تخرجه، عمل مالك في البداية مع مجلس تدريب ومشروع شرق لانكشير في مجال تطوير الأعمال التجارية. أعقب ذلك أدوار المدير العام لمشروع شبيبة كشمير روشديل، والرئيس التنفيذي للمجموعة في المركز الإسلامي الباكستاني، وإنشاء نقابة المركز الباكستاني للمشاريع في شيفيلد؛ بمنصب رئيس السياسات والتنمية في مجلس التدريب والمشاريع الكبرى في نوتنغهام؛ ثم بوصفه الرئيس التنفيذي لوكالة هارينجي للتجدد؛ مديرًا لبرنامج تنموي بقيمة 150 مليون جنيه إسترليني.
عمل لمدة ثلاث سنوات كرئيس لمجلس إدارة شبكة المنظمات الطوعية للتمويل الأوروبي في يوركشاير وهامبر؛ وشغل منصب الرئيس الوطني للمنتدى الحضري للقطاعات الطوعية بين عامي 1999 و2002 الذي تنتخبه كل سنة منظمات يزيد عددها عن 400 منظمة. كان المنتدى عبارة عن شبكة وطنية محترمة لسياسة التجديد تتكون من منظمات السكان والمجتمع المحلي بهدف تمكين السكان المحليين في الأحياء المحرومة.
في أعقاب اتفاق الجمعة العظيمة للسلام لعام 1998، عينه وزير الدولة لشؤون أيرلندا الشمالية آنذاك، السيد رون مو مولام، نائبًا في البرلمان، مفوضًا للمساواة في أيرلندا الشمالية بين عامي 1999 و2002. ولدت لجنة المساواة لأيرلندا الشمالية من اتفاقية «الجمعة العظيمة» للسلام وتم تكليفها بالتعامل مع قضايا المساواة بين الكاثوليك والبروتستانت والنقابيين والقوميين، والتمييز على أساس العرق ونوع الجنس والإعاقة والحياة الجنسية والعمر. كان مالك الشخص الوحيد من إنجلترا، أو اسكتلندا أو ويلز (بريطانيا العظمى) الذي عُين مفوضًا في أيرلندا الشمالية..
في الفترة بين عامي 1998 و2002، عُين مفوضًا للجنة المساواة العرقية. كانت المنظمة وكالة لإنفاذ القانون بموجب قانون العلاقات العرقية لعام 1976، وعملت على القضاء على التمييز العنصري في جميع أنحاء بريطانيا العظمى. أُدرج فيما بعد في لجنة المساواة وحقوق الإنسان.

## مناصب
- في الانتخابات العامة في المملكة المتحدة 2005، انتخب عضو برلمان المملكة المتحدة الـ54 عن دائرة دوسبري وقد انضم خلال فترته النيابية ‏ (5 مايو 2005 – 12 أبريل 2010) للكتلة البرلمانية حزب العمال.
- انتخب وزارة التنمية الدولية (المملكة المتحدة).
- انتخب Parliamentary Under-Secretary of State for Justice [الإنجليزية]‏.
- انتخب وزارة التسوية والإسكان والبلديات [الإنجليزية]‏.